# Gladys George
Pour les articles homonymes, voir George et Clare.
Gladys George (de son vrai nom Gladys Anna Clare Evans) est une actrice américaine née à Patten (Maine) le 13 septembre 1902 et morte à Los Angeles le 8 décembre 1954, d'une hémorragie cérébrale.
Elle a commencé sa carrière en 1919. Elle est notamment connue pour son rôle de Panama Smith dans Les Fantastiques Années 20, aux côtés de James Cagney et d’Humphrey Bogart, ainsi que pour son rôle dans Le Faucon Maltais. 

## Biographie
Gladys Anna Clare Evans est née à Patten dans le Maine le 13 septembre 1902. Elle est la fille de l'acteur Arthur Evans, né à Londres et de Abbie Hazen, une actrice originaire de Boston.

## Filmographie sélective
- 1919 : Une leçon de one-step (Red Hot Dollars) de Jerome Storm
- 1920 : The Woman in the Suitcase de Fred Niblo
- 1920 : Le secret des abîmes de Irvin V. Willat
- 1920 : La Ruée (Homespun Folks) de John Griffith Wray
- 1921 : Chickens de Jack Nelson
- 1936 : Valiant Is the Word for Carrie de Wesley Ruggles
- 1937 : On lui donna un fusil (They Gave Him a Gun) de W. S. Van Dyke
- 1937 : Madame X de Sam Wood et Gustav Machatý
- 1938 : Marie-Antoinette de W. S. Van Dyke
- 1939 : Les Fantastiques Années 20 (The Roaring Twenties) de Raoul Walsh
- 1939 : A Child Is Born de Lloyd Bacon
- 1940 : Destins dans la nuit (The House Across the Bay) d'Archie Mayo
- 1941 : Une femme à poigne (The Lady from Cheyenne) de Frank Lloyd
- 1941 : Le Faucon maltais (The Maltese Falcon) de John Huston
- 1943 : La Boule de cristal (The Crystal Ball)  de Elliott Nugent
- 1943 : La Manière forte de Vincent Sherman
- 1944 : Vacances de Noël (Christmas Holiday) de Robert Siodmak
- 1946 : Les Plus Belles Années de notre vie (The Best Years of Our Lives) de William Wyler
- 1947 : Telle mère, telle fille (Millie's Daughter) de Sidney Salkow
- 1948 : Alias a Gentleman de Harry Beaumont
- 1949 : Boulevard des passions (Flamingo Road) de Michael Curtiz
- 1950 : Le Roi du tabac (Bright Leaf) de Michael Curtiz
- 1950 : Les flics ne pleurent pas (Undercover Girl) de Joseph Pevney
- 1951 : Escale à Broadway (Lullaby of Broadway) de David Butler
- 1951 : Menace dans la nuit (He ran all the Way) de John Berry
- 1951 : Histoire de détective (Detective Story) de William Wyler
- 1951 : La Ville d'argent (Silver City) de Byron Haskin
- 1953 : It Happens Every Thursday (en) de Joseph Pevney